# Alpiarça
Alpiarça est une municipalité (en portugais : concelho ou município) du Portugal, située dans le district de Santarém et la région du Ribatejo.

## Histoire
Jusqu'en 1836, Alpiarça fait partie de la municipalité de Santarém, jusqu'à être intégrée à celle de Almeirim. Le 17 février 1906, elle reçoit le titre de vila et devient municipalité autonome, composée d'une unique freguesia le 2 avril 1914 par la loi n.º 129. De 1919 à 1926, cependant, la municipalité a intégré la freguesia voisine de Vale de Cavalos, actuellement rattachée à Chamusca.

## Géographie
Alpiarça est limitrophe :
- au nord-est et à l'est, de Chamusca,
- au sud-est et au sud-ouest, de Almeirim,
- au nord-ouest, de Santarém.

## Démographie
| 1920  | 1930  | 1960  | 1981  | 1991  | 2001  | 2004  | 2011  |
| ----- | ----- | ----- | ----- | ----- | ----- | ----- | ----- |
| 8 591 | 7 550 | 7 856 | 8 120 | 7 711 | 8 024 | 8 198 | 7 702 |

## Subdivisions
Alpiarça est l'une des cinq municipalités portugaises composées d'une unique freguesia.

## Jumelages
- Champigny-sur-Marne (France)
- Wysokie Mazowieckie (Pologne)